# 子育てクイズ マイエンジェル
『子育てクイズ マイエンジェル』（こそだてクイズ マイエンジェル）は、ナムコ（後のバンダイナムコエンターテインメント）が発売したクイズゲーム、およびそのシリーズである。

## 概要
ゲームセンターで好評を博した、育成要素が加わったクイズゲーム。アーケード版を忠実に移植すると同時に、PlayStation独自のモードも搭載されている。
プレイヤーは女の子を持つ父親および母親となり、クイズに答えて娘を0歳から25歳まで育てていく。
クイズは四者択一（ラウンドによっては三者択一）クイズで、正解するごとに問題に応じてパラメータが変化し、また「養育費」が貯まって行く。この「養育費」はイベントで資金源となり、早く回答するほど多く貯まる。お手つき・誤答をした場合、ライフが1つ（または半分）減る。ライフが0になるとアーケードではコンティニュー画面へ、家庭用ゲーム機ではセーブした所まで戻ってやり直しとなる。規定の正解数をクリアするとそのステージはクリアとなる。
各ステージをクリアするとイベントが発生する。これも四者択一で選び、選んだ結果により娘のパラメータが変化し、娘はさまざまな人生を送る事になる。
娘のパラメータはクイズに正解することで上昇する。アニメに関する問題に正解すると「おたく」が上昇するなど正解した問題によって上昇するパラメータが違う。
パラメータには以下のものがある。
性格
「まじめ」「おいろけ」「おたく」「わんぱく」の4種類からなる。最も高い数値のものがその時点での娘の性格となり、それによって娘の容姿が変化する。
プレイステーション版・ワンダースワン版の一部モードでは、2つの性格の数値が僅差である場合、2番目に高い数値が「素直な（まじめ）」「セクシーな（お色気）」「カルトな（おたく）」「元気な（わんぱく）」と表示される（例えば1位がまじめで2位が僅差でわんぱくなら「元気なまじめ」となる。1つの性格だけが圧倒的に高ければ「ねっから（性格）」となる）。
時事問題や学校で習う問題などはまじめ、女優やPS版で大幅にカットされた問題や家庭科または料理に関する問題などはお色気、マンガ、アニメ、ゲームやそのキャラクターに関する問題などはおたく、スポーツに関する問題、遊びに関する問題などはわんぱくにアップする。
得意分野
「人文科学」「社会科学」「自然科学」の3種類からなる。職業の選択に影響する。
愛情
アーケード版第1作にのみ登場。満タンになるとライフが1つ回復する。
幼稚園・小学校・中学校・高校・専門学校・大学への進学、就職には通常ステージとはほかに試験ステージが行われる。義務教育である中学校までは規定正解数をクリアすれば入学できる（=不合格になることがありえない）が、高校・専門学校・大学は決められた正解率をクリアする必要があり、規定正解率を割ると特殊な高校・専門学校に入学させられたり、大学受験浪人になる。就職試験は10問限定で、上級職に転職するほど必要な正解率が上がる。
以上の経過を経て、25歳を終えると娘から結婚相手の男性が紹介される。その後のエキストラステージで6000円を稼ぐとエンディングとなる。もっとマイエンジェルでは6000円を稼ぐのではなく、勝負に挑む事と指定のノルマをクリアする事である。勝ち負けなどでエンディングが分岐する。

### 特殊なステージ
続き問題
特に表記は無いが、1問目で答えたら「では○○で〜」「じゃあ○○で〜」などの問題が4問まで続く。
制限時間2倍
回答のための制限時間が2倍になる。
三択
選択肢が3つになる
ジャンルセレクト
ジャンルを指定できる。ジャンルは「大きい問題」「短い問題」「あこがれの問題」など、どのような問題が出るのかわからない内容になっている（実際はその言葉に関連する問題が出る）。
おさらい問題
過去に間違えた問題が出題される。
○×クイズ（『2』以降）
ジャンルに関連したクイズを時間が0になるまで○か×で答えていく。正解数が多ければライフがもらえる。『3』では間違えてもライフが減らない。ジャンルは『2』は「子育て○×クイズ」、『3』は｢思い出クイズ｣「ペット飼育クイズ」「地域クイズ」である。

## アーケード版

### 子育てクイズ マイエンジェル
1996年7月稼動開始。娘の声は伊倉一恵が担当した。

### 子育てクイズ マイエンジェル2
1997年稼動。男の子と女の子の双子を育てる。メッセージウインドウが画面上部から解答欄のそばになり、メッセージウインドウの色が青透明色になった。本作から好感度が追加された。1P側（パパ）と2P側（ママ）のどちらかが多く回答した場合、その多く回答した親になつく。また、ハプニングイベントが追加された。通常通りのイベントで選択肢を選択した後、二択でどうするかを選択することになる。本作では、前作に引き続き職業が選択できるが、就職した職業の関連のイベントが無い。なお、ハプニングイベントと転校イベントと留学イベントがあるのと職業関連のイベントが無いのはこの作品のみである。
キャラクター原案
熊木一彦
キャラクターデザイン
大塚勉
原画
ところともかず、川上修司
声の出演
妹役：鶴ひろみ　兄役：上村典子

### 子育てクイズ マイエンジェル3 マイリトルペット
1998年稼動。娘を育てるとともにペットを飼う。ペットは種類ごとに性格が決められており、ペットの相性のメーターがあり、相性が一致していたらGOODへ、相性が異なったらBADへ、確率で一気にハートが相性メーターの左端へ行く、ハートが相性メーターの左端へ行ってしまうとペットが逃げ出してしまう。同じ性格の動物を連続で飼うと宇宙人やロボットを飼う事になる。
娘の声は柳沢三千代が担当した。本作では性的要素の強い問題が出題されなくなった。本作ではパスワードによる記録ができる。5歳以降でコンティニュー画面が表示している際に｢パスワードは（4ケタの数字）です。（スタートする歳）からはじまります｣と表示される。タイトル画面でコインを入れたときに回答ボタンを全て押しながらスタートボタンを押すとパスワード入力画面になる。なお、最終記録地点は16歳である。本作は学研が問題製作を担当した。『2』まではセタ製基板を使用していたが本作ではSYSTEM11基板を使用している。

### ダービークイズ マイドリームホース
1998年稼動。子育てクイズマイエンジェルシリーズの姉妹作品。タイトルの通り、人を育てるのではなく馬を育てることである。

## プレイステーション版

### 子育てクイズ マイエンジェル
1997年11月13日発売。以下のモードがある。CMには大村彩子が起用されていた。
アーケードモード
アーケード版とほぼ同じ内容だが、以下のような相違点がある。
- ライフまたはクレジット設定ができない。それに伴いクレジット音は削除されている。
- 一部のイベントのビジュアルが差し替えられている（誘拐イベントと成人式イベントで2番を選択したときのグラフィックなど）
- アダルトビデオ関連、風俗店関連、性的な要素の強い問題の出題数は大幅にカットされ、代わりに新規問題が何問か追加されている
- 幼稚園、小学校、中学校、高校、大学、専門学校、職業を選択したときのBGMが違う
- 一部のイベントのセリフが差し替えられている（1歳のイベントで4番を選択した場合など）
- 「合格」の跳ね方が違う
- メッセージウインドウが白地に緑色の文字から緑地に白色の文字になった
- イベントで選択した時の画面で左右に置かれているオブジェが削除された
- おてつきマークがやや下になっている
- 養育費の溜まり方が若干違う
- 「ナム子」という名前が追加されている
- 養育費やノルマの数字が黄緑になった
- 高校入学などの試験問題が終わった時、その時点で音楽が終わる
- 試験が終わった時に画面がやや暗くなるがPS版ではブラックアウトする
- ステータス画面での娘のグラフィックが動かない
- スタート時のステータス画面でのステータスの点滅が赤から緑へ変更した
- タイトルBGMが未使用曲になっている
- BGMはアーケード版の音源を流用しておらず、全て1から作り直されている
- エンディングでのモノクログラフィックの表示順が違う
- 声のピッチが若干低い
- 愛情メーターが満タンになった時におてつきUPとハートが表示されなくなった
- スタッフロールで「MOSS.Co.Ltd」の表記が無い

アットホームモード
アーケードモードの問題数が7000問から15000問に増え、イベント・ミニゲーム（蚊取りギャラクシアンなど）が追加されたモード。途中でセーブが可能になり、娘の命名ができるなどの新要素が加わっている。アニメーションで娘の成長の様子が描かれている。1つの年齢につき2つのステージが設定されている。娘の声は鈴木真仁が担当した。
アルバムモード
アットホームモードで育てた娘のイベントシーンを集めたファイルが見られる。一部娘からのメッセージが聞ける。
ラブラブモード
アットホームモードをクリアした娘のデータを利用し、同級生の男子生徒として高校3年間の生活を送るモード。コンティニューできないなどの厳しい制約が付く。
主題歌
『少女時代』
歌：鈴木真仁、作詞・作曲：原由子（斉藤由貴の曲のカバー）

### 子育てクイズ もっとマイエンジェル
1999年3月25日、家庭用オリジナルの続編として発売された。以下のモードがある。CMにはナインティナインが起用されていた。
子育てチャレンジ
前作のアーケードモード（アットホームモード）と同じく、娘を育てていくモード。基本的なゲーム進行は同じだが、イベントやクイズの内容がほとんど一新されている。なお、一部の問題は、問題製作は『3』と同じく、学研が加わってることから『3』で出題した問題を使用している。新形式のクイズとしては、最初に入力した両親のデータに基づいて出題されるものや、娘がジェスチャーする様子を見て答えを当てるものなどがある。なお、ジェスチャークイズはPS3で動作させると高速になる。
初恋モード（男の子編／女の子編）
10歳の夏休みを田舎の親戚の家で過ごす娘と、そこで出会った少年との初恋の物語をそれぞれの視点でプレイするモード。ストーリーは1日ずつ進行し、1週間が終わるとエンディングとなる。初恋モードクリア後に子育てチャレンジをプレイすると、高校入学時に少年と再会するイベントが追加され、彼と結婚することもできる。娘の声は前作と同じく鈴木真仁が、少年の声は内藤玲が担当した。
思い出のアルバム／夏休みの思い出
子育てチャレンジ・初恋モードで、今までに遭遇したことのあるイベントシーンを見ることができるモード。ゲームの達成度も確認できる。
主題歌
『愛が始まる』
歌：鈴木真仁、作詞：夢栞、作曲：松本俊明、編曲：池田賢司

## ワンダースワン版
『子育てクイズ どこでもマイエンジェル』として1999年4月15日発売。

## DS版
「右脳の達人 ひらめき子育てマイエンジェル」として2006年9月7日発売。クイズの内容が右脳を使うものになっている。